# Can Victòria
Can Victoria és una obra del municipi de Cervelló (Baix Llobregat) inclosa en l'Inventari del Patrimoni Arquitectònic de Catalunya.

## Descripció
L'antiga masia, totalment restaurada, formada per diversos cossos annexes. La part principal té una coberta a quatre vessants i les obertures són petites i allindanades. En un costat hi ha un cos quadrangular amb coberta a quatre vessants i grans obertures d'arc de mig punt. També hi ha diverses terrasses i porxos. Es coneix també pel Maset de la Creu per la proximitat amb la creu gòtica de Cervelló.

## Història
Es tracta d'una masia del segle xv. Antigament era coneguda com a Casa de les Ànimes i fou propietat de l'església. Aquest mas, juntament amb la rectoria, va ser comprada, l'any 1880, pel dramaturg Frederic Soler i Hubert (Serafí Pitarra).
Se suposa que la proximitat de la Creu Gòtica fou el que inspirà Frederic Soler Humbert (1839-1895) l'obra de "La Creu de la Masia".